# Тауэр, Уильям Лоренс
Уильям Лоренс Тауэр (англ. William Lawrence Tower; 1872, Галифакс, штат Массачусетс — 1967) — американский энтомолог и генетик.
Учился в Гарвардском и Чикагском университетах, во втором из них получил в 1902 году диплом бакалавра и остался преподавать, с 1911 года адъюнкт-профессор. В 1917 году вышел в отставку.
Занимался экспериментами в области наследственности у насекомых, в особенности у жуков рода Leptinotarsa. Работы Тауэра носили весьма амбициозный характер, но вызвали у современников (в частности, у У. Э. Касла) ряд сомнений; в настоящее время считается, что результаты исследований Тауэра неточны или подтасованы.

## Труды
- An Investigation of Evolution in Chrysomelid Beetles of the Genus Leptinotarsa (1906)
- The Development of the Colors and Color Patterns of Coleoptera (1903)
- Heredity and Eugenics (1912) (совместно с Стэнли Колтером, Уильямом Эрнестом Каслом, Чарльзом Девинпортом).